# Jeanne Charlotte du Luçay
Jeanne Charlotte Papillon d'Auteroche conocida como Jeanne Charlotte du Luçay (1769-1845), fue una cortesana francesa. Sirvió como dama del palacio de la emperatriz Josefina de Beauharnais y como dame d'atour de la emperatriz María Luisa de Austria.

## Biografía
Sobrina de Papillon de la Ferté, intendente de los Menus-Plaisirs du Roi, contrajo matrimonio con el conde Jean-Baptiste-Charles Legendre de Luçay (1754-1836), prefecto en la corte imperial, perteneciendo al primer grupo de mujeres que fueron asignadas como damas de compañía de Josefina. En 1804, cuando Napoleón y su esposa se convirtieron en emperadores de Francia, Bonaparte creó una corte imperial y asignó varias damas de compañía a Josefina. Adélaïde de La Rochefoucauld fue nombrada dama de honor y Emilia de Beauharnais dame d'atour, mientras que Jeanne Charlotte du Luçay, Claire Elisabeth Gravier de Vergennes, Elisabeth Baude de Talhouët, Lauriston, d'Arberg, Marie Antoinette Duchâtel, Sophie de Segur, Séran, Colbert, Savary y Aglaé Louise Auguié Ney fueron asignadas como damas del palacio. 
Testigo de la coronación de Napoleón y Josefina el 2 de diciembre de 1804, a Jeanne Charlotte le fue encomendada la tarea de recibir a Catalina de Württemberg con ocasión de su matrimonio con Jerónimo Bonaparte en 1807. Fue descrita por el general Durand como una mujer guapa, de buenas maneras, que evitaba dañar a sus enemigos además de una persona valiente dispuesta a alzarse y defender a aquellos no presentes cuando eran calumniados, así como una dama apropiada para el puesto: era conocido su buen gusto, siendo un icono de la moda y llevando a cabo innovaciones en el vestuario que posteriormente eran copiadas por la alta sociedad.
Cuando Napoleón se divorció de Josefina y contrajo segundas nupcias con María Luisa, Jeanne Charlotte fue asignada como parte del séquito de Branua para recibir a la futura emperatriz y escoltarla hasta Compiègne. Cuando la corte de María Luisa fue creada, Adélaïde de La Rochefoucauld fue reemplazada por Louise Antoinette Lannes, duquesa de Montebello, mientras que Jeanne Charlotte sucedió a Emilia de Beauharnais como dame d'atour, lo que le otorgó el segundo rango entre las damas de compañía de la emperatriz, siendo responsable del guardarropa así como de los gastos y transacciones ligadas al mismo. Debido a la falta de interés de su superior, la duquesa de Montebello, Jeanne Charlotte asumió también la administración de las limosnas y donativos de la emperatriz, estando presente, asimismo, durante el nacimiento de Napoleón II el 20 de marzo de 1811.
Jeanne Charlotte permaneció al servicio de María Luisa hasta el 11 de abril de 1814, después de la abdicación de Napoleón y antes de la partida de la emperatriz a Austria. Su esposo recuperó temporalmente su puesto en la corte durante el periodo de los Cien Días en 1815, tras el cual el matrimonio se retiró de la vida pública.